# Cousinade

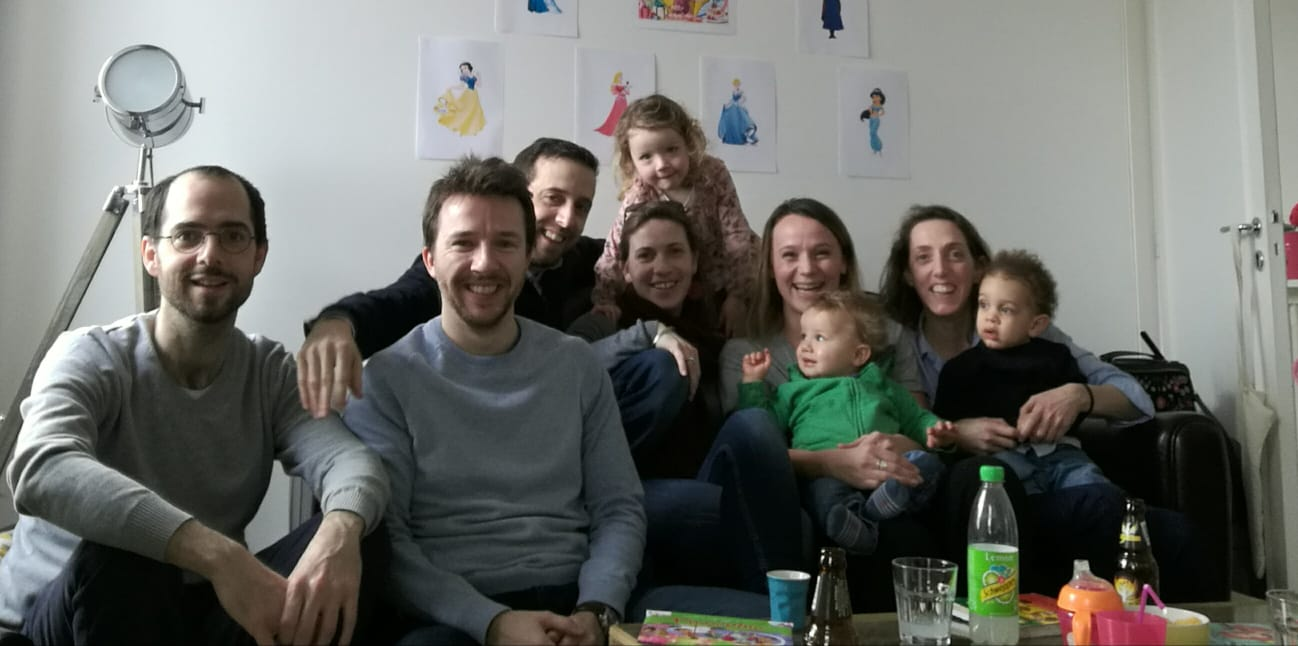
Une cousinade à Maisons-Laffitte (Yvelines - 78) en 2019.

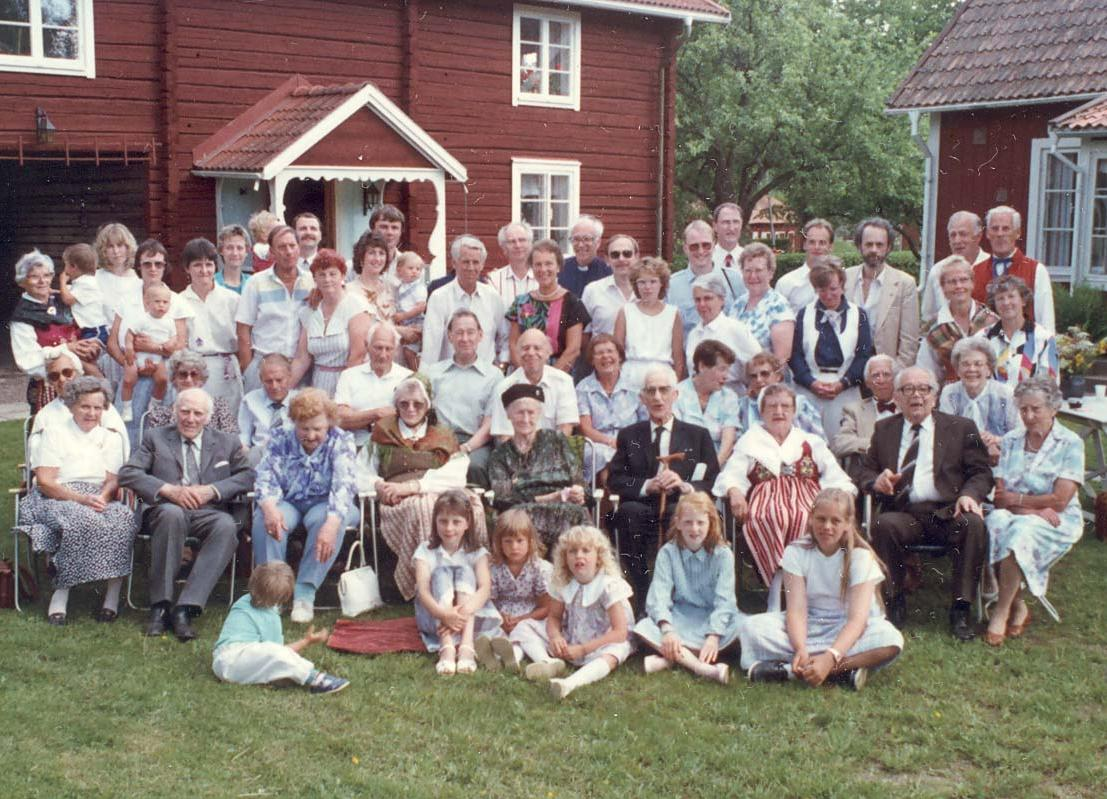
Une cousinade en Suède en 1988.

Une cousinade est une réunion de personnes ayant en commun un ou plusieurs ancêtres, plus ou moins éloignés, parfois de plusieurs générations. Ces rassemblements peuvent être organisés dans des cadres aussi différents que des sites historiques, des lieux de mémoire, des restaurants, des salles des fêtes, des maisons de famille, des villages ou en plein air.
Les cousinades sont associées de près à l'engouement pour l'histoire, le patrimoine et la généalogie.

## Terminologie
Le terme « cousinade » est un néologisme apparu en 2012 dans les dictionnaires. Une « pièce rapportée » est le conjoint d'un membre de la famille, parent par alliance.

## Définition
Les « cousinades » rassemblent les descendants d'un couple d'ancêtres décédés, ou quelquefois d'un couple d'ancêtres dont au moins l'un des deux est encore vivant, ainsi que les « pièces rapportées ». Pour organiser une cousinade, il est nécessaire de réaliser une généalogie descendante pour ce couple d'ancêtres.
Une « réunion de famille » n'est pas exactement une cousinade, car elle rassemble par exemple les membres d'une famille élargie qui ne sont pas nécessairement les descendants d'un même couple d'ancêtres.

## Exemples de cousinades
Les cousinades peuvent rassembler quelques personnes ou quelques centaines de personnes, parfois plus de mille lors d'une cérémonie commémorative. Les retrouvailles familiales sont l'une des activités préférées des associations de familles souches du Québec ou de congrès mondiaux acadiens.
La plus grande cousinade du monde a eu lieu à Saint-Christophe-du-Ligneron, dans le département de la Vendée en France, le 19 août 2012 : plus de 5 000 cousins se rassemblèrent, dont 4 750 homologués par le Guinness book.